# Poa krylovii
Poa krylovii là một loài thực vật có hoa trong họ Hòa thảo. Loài này được Reverd. miêu tả khoa học đầu tiên năm 1936.